# Association des petites et moyennes entreprises et des entrepreneurs de Serbie
L'Association des petites et moyennes entreprises et des entrepreneurs de Serbie (en serbe cyrillique : Асоцијација малих и средњих предузећа и предузетника Србије ; en serbe latin : Asocijacija malih i srednjih preduzeća i preduzetnika Srbije ; en abrégé : APPS) est une organisation patronale qui participe aussi à la vie politique serbe. Elle a son siège à Belgrade. Elle a été fondée en 2008 et est présidée par Žarko Milisavljević.

## Activités
L'association regroupe des employeurs de tous les secteurs d'activités sur le territoire de la république de Serbie ; elle fédère 35 associations d'employeurs. Conformément à l'article 239 de la loi sur le travail, cette organisation peut notamment participer à la négociation et à la conclusion des conventions collectives et intervenir lors des conflits liés au travail.

## Activités électorales
Lors des élections législatives serbes de 2012, l'Association des petites et moyennes entreprises et des entrepreneurs de Serbie a participé à la coalition Donnons de l'élan à la Serbie, emmenée par Tomislav Nikolić, qui était alors président du Parti progressiste serbe (SNS). Zoran Pralica, membre de l'association, a été élu député à l'Assemblée nationale de la république de Serbie et est membre du groupe parlementaire du SNS.